# LGBT
LGBT je kratica, ki zaobjema lezbijke, geje, biseksualne in transspolne osebe. V uporabi je od leta 1990, ko so prilagodili kratico LGB, ki je od poznih 80. let 20. stoletja nadomeščala izraz gej v povezavi s skupnostjo LGBT. Aktivisti so bili stališča, da izraz gejevska skupnost ni natančno predstavljal vseh tistih, na katere naj bi se nanašal.
Kratica je postala razširjena kot samooznaka; sprejela jo je večina skupnostnih centrov za spolno usmerjenost in spolno identiteto ter mediji tako v ZDA, kot tudi v drugih angleško govorečih državah. Izraz se uporablja tudi v nekaterih drugih državah, zlasti v tistih, katerih jeziki so že sprejeli kratico LGBT v slovar, kot so Argentina, Francija in Turčija.
Namen kratice LGBT je poudariti raznolikost kultur, ki temeljijo na spolni usmerjenosti in spolni identiteti. Lahko se nanaša na vsako osebo, ki je neheteroseksualna ali necisspolna, torej ne samo na lezbijke, geje, biseksualce ali transspolne osebe. Da je ta vključenost nazornejša, se pogosto doda črko Q za tiste, ki se identificirajo kot kvir (queer) ali dvomijo o svoji spolni identiteti; kratica LGBTQ je bila zabeležena od leta 1996. Tiste, ki želijo vključiti interspolne ljudi v skupine LGBT, predlagajo razširitev kratice na LGBTI. Ta kratica je uporabljena v vseh delih priročnika "The Activist's Guide" gibanja Yogyakarta Principles in Action. Nekateri ljudje združujejo obe kratici in uporabljajo skupno kratico LGBTQI.
Ali se ljudje LGBT odkrito identificirajo ali ne, je odvisno od lokalnih političnih skrbi in od tega, ali živijo v diskriminatornem okolju pa tudi od položaja pravic LGBT skupnosti v državah, kjer živijo.

## Zgodovina
Pred spolno revolucijo v 60. letih 20. stoletja ni bilo skupnega nezbadljivega besedišča za neheteroseksualnost; najbližji izraz, tretji spol, izvira iz 60. let 19. stoletja, toda se ni nikoli zares prijel.
Prvi široko uporabljani izraz, homoseksualec, je imel na začetku negativno konotacijo. Zamenjan je bil z besedo homofil v 50. in 60. letih ter nato z besedo gej v 70. letih 20. stoletja; slednji izraz je bil prvi sprejet s strani istospolne skupnosti. Lars Ullerstam je v 60. letih 20. stoletja spodbujal uporabo izraza spolna manjšina kot analogijo izraza etnična manjšina za nebelce.
S tem ko so lezbijke pridobivale vse več veljave, je tudi uporaba besedne zveze "geji in lezbijke" postala pogostejša. Organizacija Daughters of Bilitis se je razšla leta 1970 zaradi sporov glede svoje usmeritve: ali se osredotočiti na feminizem ali na probleme pravic gejev. Ker je bila prednostna naloga lezbičnih feministk doseganje enakopravnosti, je bilo razlikovanje med vlogama v lezbičnem razmerju (t.i. butch in femme) videno kot patriarhalno. Lezbične feministke so se izogibale igri spolnih vlog, ki je bila razširjena v barih, prav tako pa so čutile šovinizem s strani gejev; veliko lezbičnih feministk je zavračalo delo z geji oziroma zavračalo zavzemanje za njihove pravice.
Lezbijke z bolj esencialističnimi pogledi, ki so izraz "lezbijka" uporabljale predvsem zato, da bi z njim poimenovale spolno privlačnost, so imele jezna, separatistična načela lezbičnih feministk za škodljiva celotnemu gibanju za pravice gejev. Biseksualne in transspolne osebe so prav tako iskale veljavo kot legitimne kategorije znotraj širše manjšinske skupnosti.
Po vznesenosti sprememb, ki so sledile množičnim akcijam v Stonewallskih uporih v New Yorku v poznih 70. in zgodnjih 80. letih 20. stoletja, so nekateri geji in lezbijke postali manj sprejemajoči glede biseksualcev in transspolnih oseb. Kritiki so pravili, da so transspolne osebe ravnale stereotipno in da so biseksualci bili le geji ali lezbijke, ki so se bali razkritja (ang. outiranja) in iskrenosti do svoje identitete. Vsaka skupnost se je borila za svojo lastno identiteto, vključno s tem, ali in kako se uskladiti z drugimi skupnostmi, ki temeljijo na spolu in spolnosti, na trenutke celo s prezirom do drugih podskupin; ti spori ponekod trajajo še danes.
V ZDA so aktivisti začeli uporabljati kratico LGBT okrog leta 1988. Šele v 90. letih 20. stoletja so z gibanjem geji, lezbijke, biseksualne in transspolne osebe pridobile enakopravno spoštovanje. Čeprav je znotraj skupnosti LGBT bilo veliko polemik v zvezi z univerzalnim sprejetjem različnih podskupin (zlasti biseksualne in transspolne osebe so bile včasih marginalizirane s strani širše skupnosti LGBT), je kratica LGBT ostala pozitiven simbol vključenosti. Kljub temu da kratica LGBT ne stoji za posameznike vseh manjših skupnosti, je splošno sprejeto, da zaobjema tudi vse tiste, ki niso posebej poimenovani v tej štiričrkovni kratici. Uporaba izraza LGBT je s časom pripomogla k vključitvi marginaliziranih posameznikov v širšo skupnost. Transspolna igralka Candis Cayne je leta 2009 opisala LGBT skupnost kot "zadnjo veliko manjšino", hkrati pa ugotavljala, da "nekateri ljudje še vedno javno nadlegujejo LGBT osebe" in "jih izzivajo na televiziji."
V odgovor na leta lobiranja uporabnikov in skupin LGBT, da bi odpravili diskriminacijo, je družbeno omrežje Facebook februarja 2014 za svoje uporabnike razširilo izbiro spola. Potem ko je junija 2015 Vrhovno sodišče ZDA izdalo odlok o izenačitvi pravic istospolne in raznospolne zakonske skupnosti, je Facebook uporabnikom omogočil slikovni filter, s katerim so lahko spremenili svojo prikazno sliko v mavrične barve v znak praznovanja enakopravnosti LGBT. Podobno je junija 2017 Facebook omogočil uporabo reakcije "LGBT ponos", s katero v mescu juniju, ki je mesec ponosa LGBT, uporabniki lahko reagirajo na objave in komentarje z znakom mavrične zastave ponosa LGBT.
4. junija je Pentagon navkljub sporočilu Joa Bidna, da je v njegovih najbližjih agencijah približno 1500 LGBT oseb, zavrnil izobešanje LGBT zastav na objekte Mnistrstva za obrambo in vojaških baz. Joe Biden je na prvi dan svojega predsedovanja podpisal ukrep, ki zveznim agencijam nalaga zaščito LGBT oseb pred diskriminacijo ter razveljavil Trumpovo prepoved pridruževanja transspolnih oseb Ameriški vojski.